# Champagnat (Saona i Loara)
Champagnat – miejscowość i gmina we Francji, w regionie Burgundia-Franche-Comté, w departamencie Saona i Loara.
Według danych na rok 1990 gminę zamieszkiwało 497 osób, a gęstość zaludnienia wynosiła 38 osób/km² (wśród 2044 gmin Burgundii Champagnat plasuje się na 462. miejscu pod względem liczby ludności, natomiast pod względem powierzchni na miejscu 744.).